# Scott Pembroke
Scott Pembroke (San Francisco, 13 settembre 1889 – Pasadena, 21 febbraio 1951) è stato un regista, attore e sceneggiatore statunitense.
Talvolta nei suoi lavori è accreditato come Percy Pembroke. Ha spesso collaborato con Joe Rock in corti interpretati da Stan Laurel.

## Filmografia parziale

### Regista
- June Madness - cortometraggio (1920)
- Kill or Cure (1923)
- Gas and Air (1923)
- Short Orders (1923)
- One of the Family (1924)
- Mandarin Mix-Up (1924)
- Detained (1924)
- Never Say Never (1924)
- Monsieur Bocher (Monsieur Don't Care), co-regia con Joe Rock (1924)
- Somewhere in Wrong (1925)
- Oh, What a Flirt!
- Twins (1925)
- Pie-Eyed (1925)
- The Snow Hawk (1925)
- Navy Blue Days (1925)
- Dr. Pyckle and Mr. Pryde (1925)
- Heavy Love (1926)
- Cactus Trails
- The Terror of Bar X (1927)
- For Ladies Only, co-regia di Henry Lehrman (1927)
- Galloping Thunder (1927)
- The Divine Sinner (1928)
- Sweet Sixteen (1928)
- Sisters of Eve
- The Black Pearl (1928)
- The Law and the Man (1928)
- Vivere! (The Branded Man), co-regia di Phil Rosen (1928)
- Sweet Sixteen (1928)
- Brothers (1929)
- The Last Dance
- The Jazz Cinderella (1930)
- The Oregon Trail (1936)

### Attore
- The Treasure Train, regia di J. Gunnis Davis (1916)
- The Mysterious Cipher, regia di J. Gunnis Davis (1916)
- Officer, Call a Cop, regia di William Beaudine (1917)
- A Country Hero, regia di Roscoe Arbuckle (1917)
- Whatever the Cost, regia di Robert Ensminger (1918)
- Tee Time, regia di James D. Davis (1921)
- On with the Show, regia di James D. Davis (1921)
- The Adventures of Tarzan, regia di Robert F. Hill e Scott Sidney (1921)
- Two Men, regia di Robert N. Bradbury (1922)
- A Small Town Derby, regia di Albert Herman (1922)
- Never Say Never, regia di Scott Pembroke (1924)

### Sceneggiatura
- La banda dei razziatori (The Lawless Nineties), regia di Joseph Kane (1936)
- Hold 'Em Jail, regia di Lloyd French (1942)